# 1788 en littérature
| Années de la littérature : 1785 - 1786 - 1787 - 1788 - 1789 - 1790 - 1791    |
| Décennies de la littérature : 1750 - 1760 - 1770 - 1780 - 1790 - 1800 - 1810 |

Cet article présente les faits marquants de l'année 1788 en littérature.

## Événements
- 1er janvier : Diario noticioso, curioso, erudito y comercial, político y económico, premier quotidien espagnol fondé en 1758, change de nom pour s'appeler Diario de Madrid[1].
- Mai : début de la publication  l’Analytical Review, fondée à Londres par Joseph Johnson et Thomas Christie[2].
- 5 juillet : arrêt du Conseil d’État du Roi concernant la convocation des États généraux en France au 1er mai 1789 ; parution d'environs mille cinq cent brochures, libelles et pamphlets pendant la campagne électorale[3], tel le Qu'est-ce que le tiers état ?, de Sieyès en janvier 1789, qui est vendu à 30 000 exemplaires[4].

## Parutions
- Madame de Staël, Lettres sur le caractère et les écrits de Jean-Jacques Rousseau, 1788 (présentation en ligne).

- Emmanuel-Joseph Sieyès, Essai sur les privilèges, 1788 (présentation en ligne), pamphlet.
- Louis de Rouvroy de Saint-Simon, Mémoires de Monsieur le Duc de S. Simon : ou l'observateur véridique, sur le règne de Louis XIV, et sur les premières époques des règnes suivans., vol. 1, Londres-Paris-Marseille, Buisson-J. Mossy, 1788 (présentation en ligne), première édition d’extrait des Mémoires de Saint-Simon[5], en trois volumes 2 3.
- Rivarol, Champcenetz, Le petit almanach de nos grands hommes : pour l'année 1788, 1788 (présentation en ligne).

- Emmanuel Kant, Kritik der praktischen Vernunft, Riga, Johann Friedrich Hartknoch, 1788 (présentation en ligne) (« Critique de la raison pratique »).

### Fiction
- Bernardin de Saint-Pierre, Études de la nature, Paris, Pierre-François Didot le jeune, 1788 (présentation en ligne), troisième édition en quatre volumes qui contient le roman Paul et Virginie.
- Jean-Jacques Barthélemy, Voyage du jeune Anacharsis en Grèce : dans le milieu du quatrième siècle avant l'ère vulgaire, vol. 1, Paris, Chez De Bure l'aîné, 1788 (présentation en ligne), en deux volumes.
- Olympe de Gouges, Œuvres de madame de Gouges, Paris, chez Cailleau, 1788, en deux volumes, qui contiennent le roman Mémoire de madame de Valmont.
- Charlotte Turner Smith, Emmeline, The Orphan of the Castle, London, Thomas Cadell, 1788 (présentation en ligne) (« Emmeline ou l'Orpheline du château »), roman gothique en quatre volumes.
- Mary Wollstonecraft, Mary, A Fiction, London, Joseph Johnson, 1788 (présentation en ligne), roman.
- Mary Wollstonecraft, Original Stories from Real Life : with Conversations Calculated to Regulate the Affections, and Form the Mind to Truth and Goodness, London, Joseph Johnson, 1788 (« Histoires originales tirées de la vie réelle ; avec des conversations, calculées pour régler l'affection, et former l'esprit à la vérité et à la bonté  »), ouvrage complet de littérature enfantine traduit en français sous le titre Marie et Caroline, ou Entretiens d'une institutrice avec ses élèves .

- Yuan Mei, 子不語 : Zibuyu,‎ 1788 (« Ce dont le Maître ne parle pas »), la plus ancienne édition xylographique connue du recueil de sept cents histoires, évoquant des phénomènes étranges et surnaturels[6].

## Naissances
- 22 janvier : Lord Byron, poète romantique anglais. († 19 avril 1824).
- 22 février : Arthur Schopenhauer, philosophe allemand. († 21 septembre 1860).
- 21 septembre : Wilhelmine Sostmann, écrivaine et actrice allemande († 30 novembre 1864).
- 24 octobre : Sarah Josepha Hale, écrivain américaine. († 30 avril 1879).

## Décès
- 16 avril : Georges-Louis Leclerc, comte de Buffon, naturaliste, mathématicien, biologiste, cosmologiste et écrivain français. (° 1707).
- 21 juin : Johann Georg Hamann, philosophe et théologien allemand. (° 27 août 1730).